# 宮古島市立西辺中学校
宮古島市立西辺中学校（みやこじましりつ にしべちゅうがっこう）は、沖縄県宮古島市(宮古島)にある市立中学校。

## 通学区域
西辺小学校区域と同一区域である。